# Rejon konstantinowski (obwód amurski)
Rejon konstantinowski (ros. Константиновский район) – rejon w południowo-wschodniej Rosji, w południowej części obwodu amurskiego. Stanowi jeden z 20 rejonów obwodu. Siedzibą administracyjną jest wieś (ros. село) Konstantinowka.

## Demografia
W 2010 roku rejon zamieszkany był przez 12 986 mieszkańców.
Struktura płci w 2010 roku:
| Płeć      | Liczba ludności | %    |
| Mężczyźni | 6 116           | 47,1 |
| Kobiety   | 6 870           | 52,9 |
| Razem     | 19 641          | 100  |